# Umuwa
Umuwa est une communauté aborigène d'Australie-Méridionale située dans la zone d'administration locale de l'Anangu Pitjantjatjara Yankunytjatjara. La localité fait office de centre administratif pour les six principales communautés « Des Terres » (Umuwa, Amata, Pipalyatjara, Pukatja - Ernabella, Fregon - Kaltjiti, Indulkana et Mimili ) et pour les communautés voisines.

## Géographie
Umuwa est situé à environ 250 km au nord-ouest de Marla et 460 km au sud-ouest d'Alice Springs.

## Climat
Les relevés de la station météorologique la plus proche sont ceux du poste de police de Marla. Ils indiquent qu'Umuwa connaît des températures maximales estivales de 37,1° Celsius en moyenne en janvier et une température moyenne maximale hivernale de 19,7° C en juin. Les minimums nocturnes vont de 21,8° en janvier à 5° en juin.
Les précipitations annuelles sont en moyenne de 222,6 millimètres.

## Population
50 à 80 personnes vivent en permanence à Umuwa[réf. nécessaire].

## Histoire
Umuwa a été créé en 1991 dans le but de servir de centre administratif et de services pour l'Anangu Pitjantjatjara Yankunytjatjara (Terres A.P.Y).
Le 1er juin 2004, lors d'une session du Conseil législatif d'Australie du Sud, Robert Lawson MLC, membre du Comité permanent du Parlement d'Australie-Méridionale pour les terres aborigènes, a qualifié Umuwa de « Canberra des terres aborigènes ». Umuwa fait en effet figure de petite capitale fédérale des Territoires Aborigènes par la taille relative de sa population, sa création ex nihilo relativement récente et son rôle administratif[réf. nécessaire].

## Équipements et services

### Sécurité
Il y a un poste de police à Umuwa mais il n'est pas ouvert en permanence . En 2020 on a entrepris la construction d'un centre de police qui devra être ouvert en permanence. Il permettra au personnel d'effectuer des interventions spécialisées et servira de base pour les unités mobiles qui seront déployées à Fregon/Kaljiti, Indulkana et Pipalyatjara. Le centre travaillera en étroite collaboration avec les services de protection de l'enfance  pour traiter les problèmes de maltraitance des enfants et de violence familiale , . Le ministère du budget d'Australie-Méridionale prévoyait  la date d'achèvement du centre de police pour juin 2021. Le coût du projet s'élève à 4,28 million de dollars australiens.

### Approvisionnement
Umuwa est desservi par la poste aérienne une fois par semaine et son approvisionnement se fait une fois par semaine par camion. Contrairement aux autres grands établissement de l'A.P.Y., il n'y a  pas de magasin général à Umuwa.

### Services publics
L'Anangu Pitjantjatjara Services (AP Services) est un organisme destiné à fournir des services de base à la population tels que la voirie ou le logement. Créé en 1993 sous forme de société, elle est basée à Umuwa. Sa filiale, la Regional Anangu Services Aboriginal Corporation (RASAC), a été créée au début de 2010 . C'est aujourd'hui le plus grand employeur de l'A.P.Y. Elle a son siège à Alice Springs et possède sept antennes communautaires. Elle fournit à la population des services dans des domaines variés :  logements locatifs, aérodromes, restauration et entretien de bâtiments, travaux de génie civil, approvisionnement en carburant, gestion de biens, services municipaux etc .
Un bureau de vote mobile est mis à disposition à Umuwa lors des élections au Parlement d'Australie-Méridionale.
Une autorisation est requise pour qu'un particulier puisse se rendre sur les terres d'une communauté de l'A.P.Y. Il s'agit en effet de terres en franche propriété appartenant à la communauté aborigène.

### Médias et communications
PY Media est une société qui fournit des services multimédia et de  radiocommunication.
Les programmes de radio et télévision de l'Australian Broadcasting Corporation et du Special Broadcasting Service sont disponibles dans la localité.

### Services de santé
Nganampa Health est un service de santé contrôlé par la communauté.

## Approvisionnement électrique
En 2003, Umuwa s'est équipé d'une centrale solaire qui lui permettait d'économiser environ 140 000 litres de gazole (soit une économie de 510 tonnes d'émissions de gaz à effet de serre par an) ,. En 2004, l'installation comportait 10 concentrateurs solaires paraboliques de quatorze mètres de diamètre pouvant générer 20 kilowatts d'électricité chacun. La capacité de production totale était de 200 kilowatts et l'installation devait durer de 30 ans.
La production s'est interrompue en 2005.
Elle a repris en 2008 avec une puissance augmentée à 715 mégawattheures d'électricité par an (soit plus du double de sa capacité précédente) .
En  2011, le parc solaire a à nouveau cessé sa production et le gouvernement d'Australie-Méridionale a décidé de le mettre en sommeil. En août 2020 il a été remplacé par un champ de panneaux solaires de trois mégawatts supplémenté par un stockage sur batterie de un mégawatt. L'installation peut ainsi fournir 4,4 gigawattheures d'électricité par an, soit environ 40 % de la puissance totale nécessaire  .
La centrale électrique d'Umuwa alimente un réseau électrique de 33 kV desservant les territoires de l'Anangu Pitjantjatjara Yankusnytjatjara dans un rayon de 170 kilomètres. En plus d'Umuwa, il alimente les localités d'Amata, Iwantja, Kaltjiti, Mimili, Pukatja, Yunyarinyi et Watinuma .